# Ronceverte
Ronceverte è un comune degli Stati Uniti d'America, nella contea di Greenbrier nello Stato della Virginia Occidentale.